# Аваль, Мохамед
Моха́мед Аваль (англ. Mohamed Awal; род. 1 мая 1988, Аккра) — ганский футболист, защитник индийского клуба «Шриниди Декан».

## Карьера

### Клубная
Мохамед начал карьеру в футбольном клубе «ВАФА» (англ. WAFA — West African Football Academy). 10 июля 2010 года был отдан в аренду ивуарийскому клубу «АСЕК Мимозас». В ноябре вернулся в академию, а с 2011 по 2012 выступал за «Асанте Котоко». Затем на протяжении трёх лет Аваль играл в ЮАР за «Марицбург Юнайтед». В 2015 году на протяжении полугода выступал за саудовский «Аш-Шабаб». В его составе сыграл 6 матчей в азиатской Лиге чемпионов. Летом 2015 года перешёл в марокканскую «Раджу».
8 августа 2016 года Мохамед подписал однолетний контракт с тульским «Арсеналом». Однако из-за того, что марокканский клуб не прислал вовремя документы, соглашение было расторгнуто.

### Международная
В составе сборной Ганы сыграл 5 матчей. По одному матчу сыграл на Кубке африканских наций 2013 и 2015 годов.
| Матчи Аваля за сборную | Матчи Аваля за сборную | Матчи Аваля за сборную | Матчи Аваля за сборную |
| Сборная                | Год                    | Матчи                  | Голы                   |
| ---------------------- | ---------------------- | ---------------------- | ---------------------- |
| Гана                   | 2013                   | 2                      | 0                      |
| Гана                   | 2014                   | 2                      | 0                      |
| Гана                   | 2015                   | 1                      | 0                      |
| Всего                  | Всего                  | 5                      | 0                      |